# Sarazanmai
Sarazanmai (さらざんまい?) es una serie de anime creada por Kunihiko Ikuhara. La serie, de guion original, sigue a un grupo de estudiantes de secundaria que son transformados en kappas y deberán luchar contra kappas zombificados malignos. Sarazanmai fue producido por los estudios de animación MAPPA y Lapin Track, y emitida en el bloque NoitaminA de Fuji TV. La serie fue estrenada el 11 de abril de 2019. Una manga spin-off centrado en los personajes de Reo y Mabu, titulado Reo to Mabu: Futari wa Sarazanmai, fue publicado en la revista RuTile de la editorial Gentosha desde el 22 de mayo de 2018 al 22 de marzo de 2019.

## Argumento
Los estudiantes de secundaria Kazuki, Tōi y Enta accidentalmente destruyen la estatua de un kappa en Kappabashi-dori que sirve como guardian del distrito de Asakusa, Tokio. Los estudiantes son convertidos en kappas por Keppi, el príncipe del reino Kappa. Para regresar a su estado original, el trío debe obedecer las órdenes de Keppi y luchar contra kappas zombificados y recolectar sus shirikodama (una bola mítica que de acuerdo con el folclore japonés contiene el alma). Cada vez que derroten a un zombi, obtendrán "platos de la esperanza" que podrán cumplir cualquier deseo una vez que se hayan recolectado los cinco. Los zombis son creados por Reo y Mabu, agentes del Imperio Nutria que han luchado contra el reino Kappa durante años. Para derrotar a los zombis, el trío debe estar juntos para que sea efectivo el ataque.

## Personajes

### Principales
Kazuki Yasaka (矢逆 一稀 Yasaka Kazuki?)
Voz por: Ayumu Murase
Un estudiante de segundo año de secundaria. Es transformado en un kappa junto a Toi y Enta tras destruir la estatua de un kappa guardián por accidente. En el pasado solía jugar fútbol con Enta y ambos eran conocidos como el "dúo dorado"; sin embargo, abandonó dicho deporte antes de los eventos de la serie. También se traviste como la idol Sara Azuma para así conectar con su hermano menor, Haruka, y hacerle feliz.
Tōi Kuji (久慈 悠 Kuji Tōi?)
Voz por: Kōki Uchiyama
Un estudiante de secundaria transferido a la clase de Kazuki y Enta, con quienes es transformado en un kappa. Tōi es un delincuente juvenil que vende cannabis para su hermano mayor, Chikai.
Enta Jinai (陣内 燕太 Jinai Enta?)
Voz por: Shun Horie
Amigo de la infancia y compañero de clases de Kazuki. Es transformado en un kappa junto a Kazuki y Tōi. Secretamente está enamorado de Kazuki y sus sentimientos hacia este inicialmente provocaron que desarrollará celos hacia Tōi.
Keppi (ケッピ?)
Voz por: Jun'ichi Suwabe
Un kappa, príncipe heredero del reino Kappa. Antes de los eventos de la serie, su reino fue destruido por el Imperio Nutria y el trauma de lo sucedido causó que su shirikodama se dividiera en dos. La mitad que contenía su desesperación se convirtió en "Dark Keppi", un arma de oscuridad que pasó a ser controlada por el Imperio Nutria. Keppi mantuvo su otra mitad, pero fue su forma física fue reducida al estilo chibi y fue sellado en una estatua en Kappabashi-dori antes de ser liberado por Kazuki y Toi.
Reo Niiboshi (新星 玲央 Niiboshi Reo?)
Voz por: Mamoru Miyano
Un oficial de policía que trabaja en un kōban con su compañero y novio, Mabu. Reo es un kappa que una vez sirvió como caballero de Keppi, pero ahora extrae los deseos de los humanos en nombre del Imperio Nutria después de que Mabu fuera resucitado por estos tras morir protegiéndolo. Desea usar los platos de la esperanza para recuperar al viejo Mabu, puesto que cree que ahora es simplemente un muñeco vacío. En el manga, se revela su relación con Mabu y que ambos son padres adoptivos de Sara Azuma.
Mabu Akutsu (阿久津 真武 Akutsu Mabu?)
Voz por: Yoshimasa Hosoya
Oficial de policía, compañero y novio de Reo. Al igual que Reo, Mabu es un kappa que una vez sirvió como caballero de Keppi, pero ahora extrae los deseos de los humanos en nombre del Imperio Nutria después de que fuera resucitado por estos tras morir protegiendo a Reo. Mabu tiene un corazón mecánico y tras volver a la vida se comporta de manera fría y distante. Reo cree que esto se debe a que el verdadero Mabu ya no existe, sin embargo, en realidad Mabu se vio obligado a nunca más verbalizar su amor por Reo a cambio de seguir viviendo. En el manga, se revela su relación con Mabu y que ambos son padres de Sara Azuma.
Sara Azuma (吾妻 サラ Azuma Sara?)
Voz por: Teiko Kagohara
Inicialmente presentada como una idol anfitriona del programa Asakusa Sara TV, Sara es en realidad un kappa e interés amoroso de Keppi. Sara comenta los eventos de cada episodio de manera alegórica durante su programa. En el manga, se revela que es la hija adoptiva de Reo y Mabu.

### Secundarios
Chikai Kuji (久慈 誓 Kuji Chikai?)
Voz por: Kenjirō Tsuda
Es el hermano mayor de Tōi y un delincuente juvenil.
Haruka Yasaka (矢逆 春河 Yasaka Haruka?)
Voz por: Rie Kugimiya
Es el hermano menor de Kazuki, un gran fanático de Sara Azuma. Usa silla de ruedas tras ser arrollado por un auto.
Otone Jinai (陣内 音寧 Jinai Otone?)
Voz por: Mariya Ise
La hermana mayor de Enta, quien es también profesora de gimnasia de Toi y Kazuki.
Zombies (箱ゾンビ Zonbi?)
Voz por: Ryō Katō
Son espíritus de hombres pervertidos. Los kappa zombis son seres que existen en el campo de los deseos, ocupados de alimentarse de los deseos de las personas.

## Media

### Anime
La serie de anime fue anunciada el 6 de marzo de 2018 durante un evento de aniversario de Shōjo Kakumei Utena en el sitio de videos Niconico. La serie fue dirigida por Kunihiko Ikuhara y producida por los estudios MAPPA y Lapin Track. El diseño de los personajes estuvo a cargo de Migi, Ikuhara y Teruko Utsumi fueron los encargados del guion y Yukari Hashimoto compusó la música. La serie salió al aire el 11 de abril de 2019 en el segmento Noitamina del canal Fuji TV. Es emitido al resto del mundo en idioma inglés a través de Crunchyroll. El tema de apertura es Massara, interpretado por la banda de rock Kana-Boon y el tema de cierre es Stand By Me, interpretado por The peggies. Durante el proceso de producción, el autor de la idea original siempre quiso crear una historia sobre kappas, seres mitológicos de la cultura japonesa. Sin embargo, el autor comentó que la mayoría de las historias sobre yōkai son dedicadas a un público infantil, la historia de Sarazanmai es más orientada a un público adulto. El distrito de Asakusa, Tokio, fue elegido como la locación de la historia, al ser un lugar con elementos modernos y contemporáneos. Como parte del proyecto, un manga basado en la historia original fue creado por Misaki Saitō, se titula Reo to Mabu: Futari wa Sarazanmai y fue publicado desde mayo de 2018 hasta marzo de 2019 en la revista RuTile de la editorial Gentosha.

#### Lista de episodios
| #  | Título | Estreno             |
| -- | --- | ------------------- |
| 1  | «Quiero conectarme, pero quiero mentir» «Tsunagaritaikedo, Itsuwaritai» (つながりたいけど、偽りたい)            | 11 de abril de 2019 |
| 2  | «Quiero conectarme, pero quiero robar» «Tsunagaritaikedo, Ubaitai» (つながりたいけど、奪いたい)                 | 18 de abril de 2019 |
| 3  | «Quiero conectarme, pero no es recompensado» «Tsunagaritaikedo, Mukuwarenai» (つながりたいけど、報われない)     | 25 de abril de 2019 |
| 4  | «Quiero conectarme, pero no estoy cerca» «Tsunagaritaikedo, Soba ni inai» (つながりたいけど、そばにいない)      | 2 de mayo de 2019   |
| 5  | «Quiero conectarme, pero no puedo perdonar» «Tsunagaritaikedo, Yurusarenai» (つながりたいけど、許されない)      | 9 de mayo de 2019   |
| 6  | «Quiero conectarme, pero no me rendiré» «Tsunagaritaikara, Akiramenai» (つながりたいから、諦めない)             | 16 de mayo de 2019  |
| 7  | «Quiero conectarme, pero quiero traicionar» «Tsunagaritaikedo, Uragiritai» (つながりたいけど、裏切りたい)       | 23 de mayo de 2019  |
| 8  | «Quiero conectarme, pero ya no puedo encontrarme» «Tsunagaritaikedo, Mō Aenai» (つながりたいけど、もう会えない) | 30 de mayo de 2019  |
| 9  | «Quiero conectarme, pero no puedo expresarme» «Tsunagaritaikedo, Tsutawaranai» (つながりたいけど、伝わらない)   | 6 de junio de 2019  |
| 10 | «Quiero conectarme, pero no puedo» «Tsunagaritaikedo, Tsunagarenai» (つながりたいけど、つながれない)            | 13 de junio de 2019 |
| 11 | «Quiero conectarme, Sarazanmai» «Tsunagaritaikara, Sarazanmai» (つながりたいから、さらざんまい)                 | 20 de junio de 2019 |